# Edelgard Bulmahn
Edelgard Bulmahn, née à Petershagen le 4 mars 1951, est une femme politique allemande membre du Parti social-démocrate d'Allemagne (SPD).

## Biographie

### Carrière dans l'enseignement
Membre du SPD à partir de 1969, elle passe son Abitur à Petershagen, une ville moyenne du nord-est de la Rhénanie-du-Nord-Westphalie, en 1972. Elle s'inscrit ensuite à l'université de Hanovre, en Basse-Saxe, pour y étudier les sciences politiques et la philologie anglaise.
Elle réussit son premier diplôme pédagogique d'État en 1978 et obtient le second deux ans plus tard. Elle devient alors enseignante au gymnasium « Lutherschule » de Hanovre.

### Débuts en politique
Lors des élections fédérales du 25 janvier 1987, elle se présente dans la 37e circonscription fédérale, un fief du SPD anciennement représenté par Kurt Schumacher puis Erich Ollenhauer. Avec 46,7 % des voix, elle se fait élire députée au Bundestag à seulement 35 ans.

### Ascension
Réélue avec 44 % aux élections fédérales du 2 décembre 1990, elle est élue en mai 1993 au comité directeur fédéral du SPD.
Après les élections fédérales du 16 octobre 1994, où elle conserve son mandat avec un score de 45,1 % des suffrages, elle est élue présidente de la commission de l'Éducation, la Science, la Recherche, la Technologie et l'Évaluation technologique. Elle démissionne de ce poste le 26 juin 1996, pour devenir porte-parole du groupe parlementaire social-démocrate pour l'Éducation et la Recherche.

### Ministre fédérale
Lors des élections fédérales du 27 septembre 1998, elle remporte 53,6 % des voix, soit le meilleur score depuis vingt-deux ans dans cette circonscription. Le 27 octobre suivant, Edelgard Bulmahn entre au gouvernement de Gerhard Schröder en tant que ministre fédérale de l'Éducation et de la Recherche. Cette même année 1998, elle prend la succession de ce dernier à la présidence du SPD de Basse-Saxe. Trois ans plus tard, elle est élue pour intégrer la présidence fédérale du parti et quitte alors le comité directeur fédéral.
Au cours des élections fédérales du 22 septembre 2002 elle est élue pour un nouveau mandat avec 56,3 % des suffrages, le meilleur résultat depuis les élections de 1972. Le 22 octobre suivant, elle est reconduite dans ses fonctions. Elle abandonne en 2003 la présidence du SPD dans son Land, après la déroute subie par le parti aux élections régionales.

### Retour au Bundestag
À la suite des élections fédérales anticipées du 18 septembre 2005, elle doit quitter le gouvernement du fait de la formation d'une grande coalition. Toujours députée, réélue avec un score de 54,3 %, elle prend la présidence de la commission de l'Économie et de la Technologie. Aux élections fédérales du 27 septembre 2009, elle se trouve opposée à la ministre fédérale de la Famille Ursula von der Leyen et la défait par 39,6 % des suffrages contre 32,1 %. À l'ouverture de la législature, elle intègre la commission des Affaires étrangères.
En 2011, elle quitte la présidence fédérale du SPD. De nouveau opposée à von der Leyen lors des élections fédérales du 22 septembre 2013, elle la bat une nouvelle fois en remportant 42,8 % des voix, contre 33,9 %. Le 22 octobre, à l'ouverture de la dix-septième législature fédérale, Edelgard Bulmahn est élue vice-présidente du Bundestag sur proposition du groupe SPD, aux côtés d'Ulla Schmidt. Après une parenthèse de quatre ans, les sociaux-démocrates sont de nouveau représentés par deux membres au bureau de l'assemblée.